# Skwer ELWRO we Wrocławiu

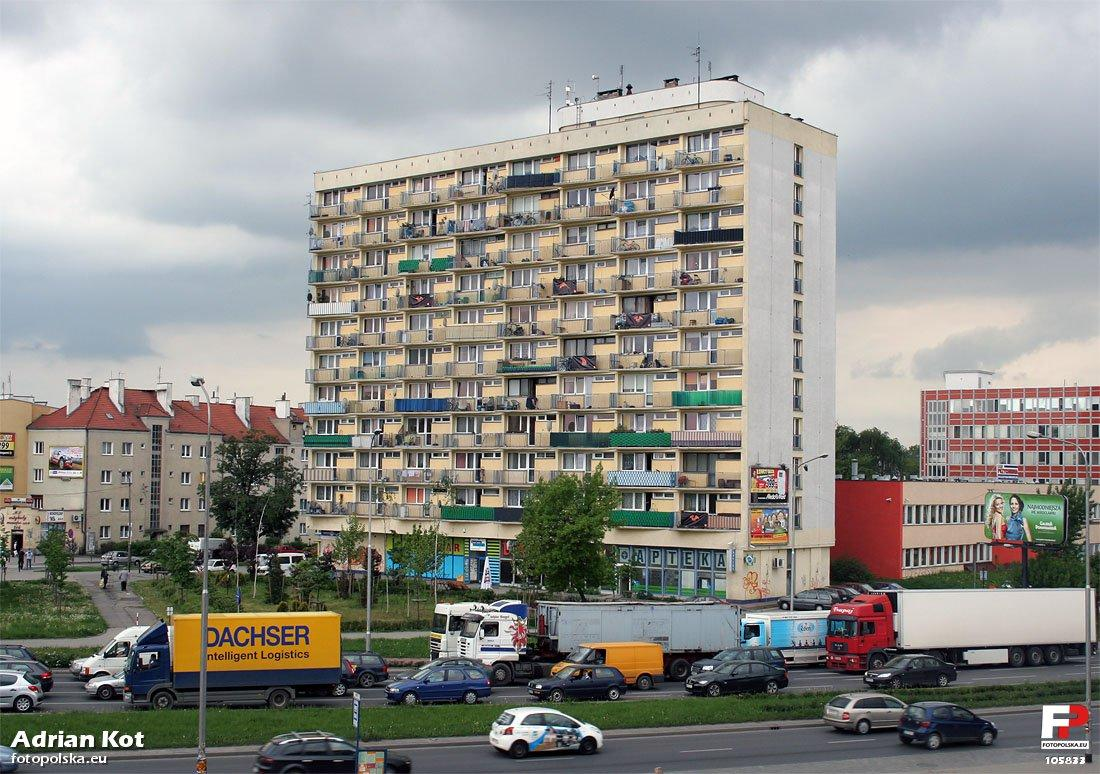
Skwer przed zagospodarowaniem i dawny tzw. dom rotacyjny ELWRO.

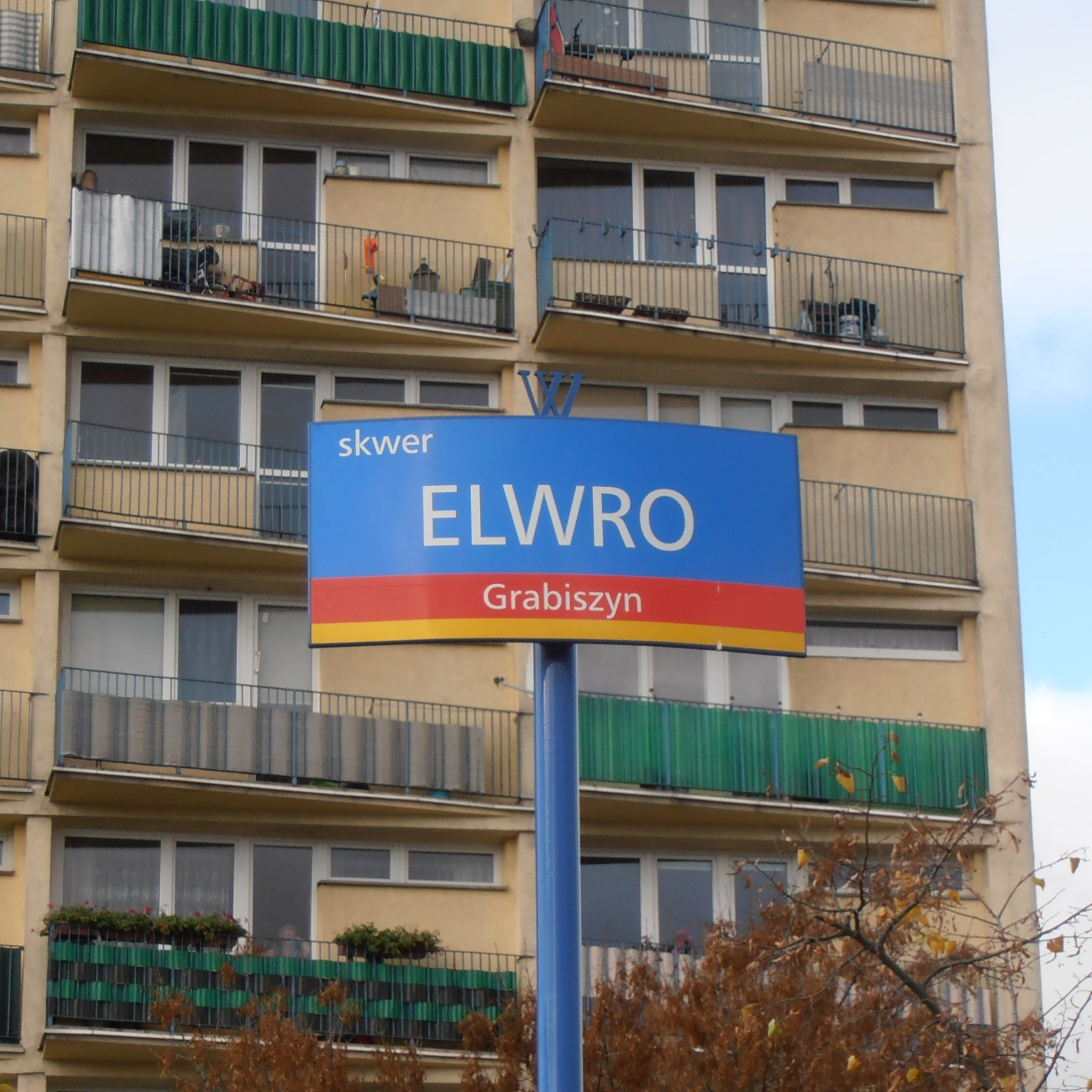
Tabliczka z nazwą skweru. W tle dom rotacyjny.

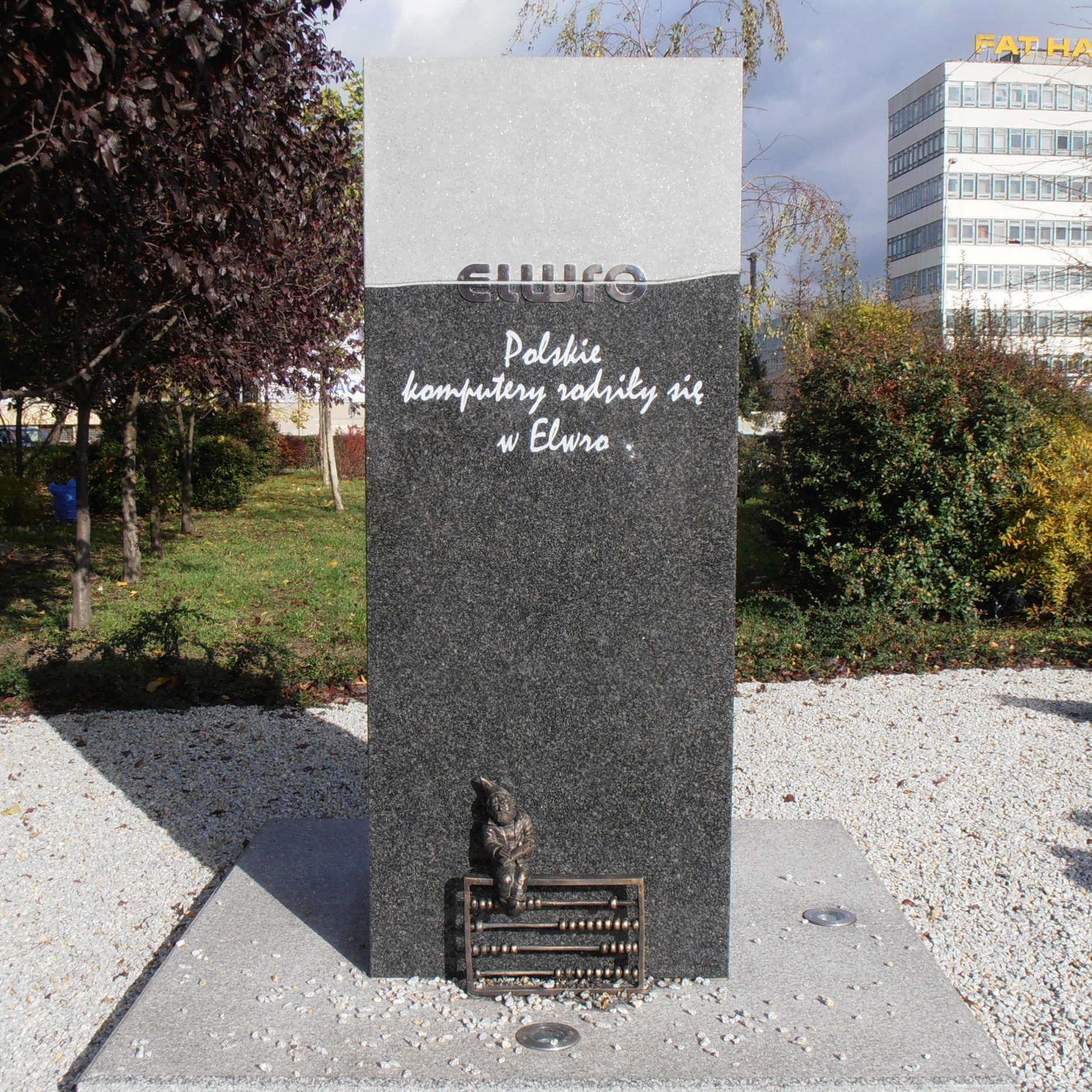
Obelisk na skwerze, w dolnej części krasnal Elwruś na liczydle. Napis na obelisku: Polskie komputery rodziły się w Elwro.

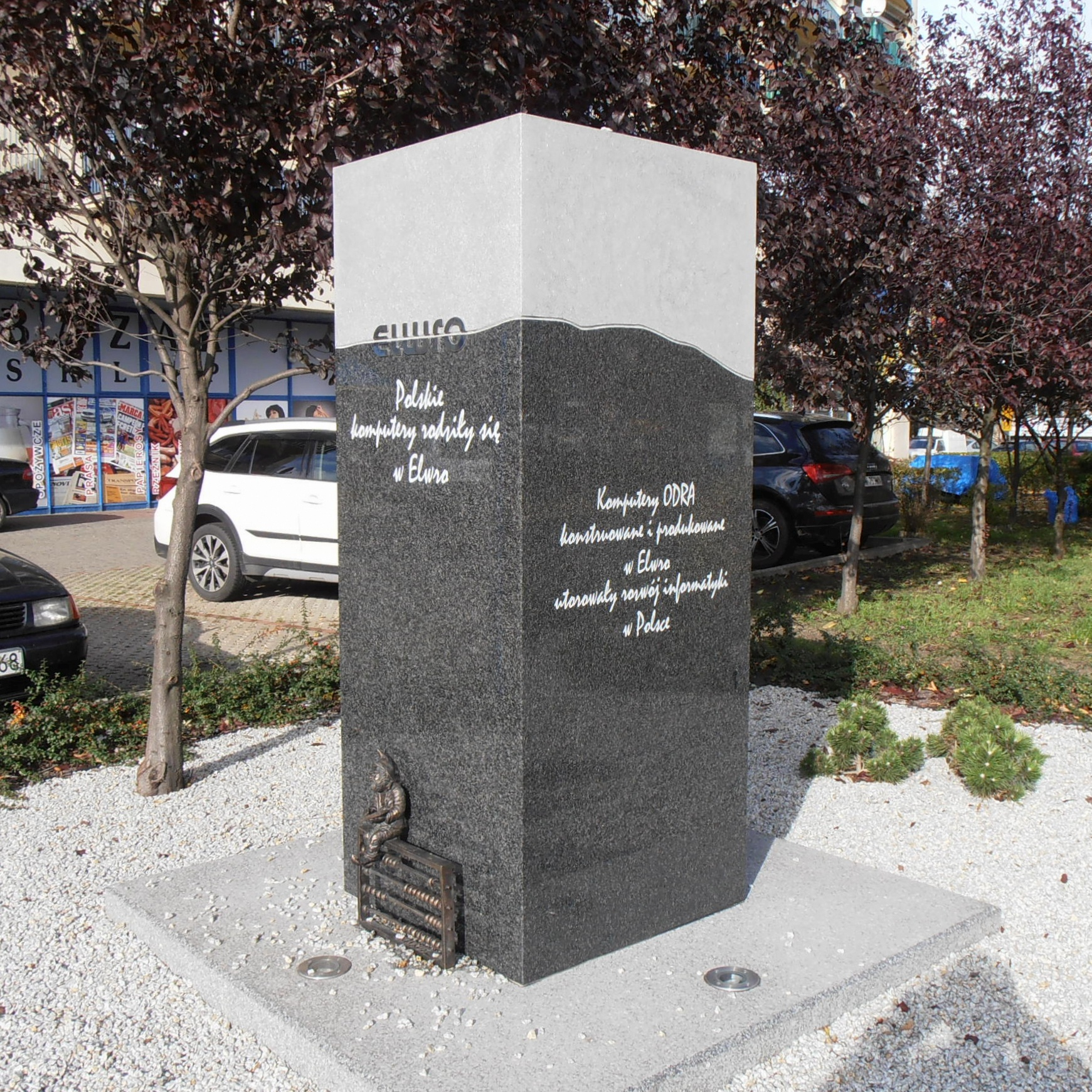
Obelisk na skwerze.

Skwer ELWRO – skwer położony we Wrocławiu  , na osiedlu Grabiszyn-Grabiszynek (dawniej Grabiszyn). Jego nazwa upamiętnia istniejące w latach 1959–1993 Wrocławskie Zakłady Elektroniczne ELWRO .

## Uchwała
Nazwa Skwer ELWRO została nadana istniejącemu skwerowi uchwałą Rady Miejskiej Wrocławia z dnia 9 lipca 2015 r., w paragrafie 1 tej uchwały i weszła w życie 14 dni od dnia ogłoszenia jej w Dzienniku Urzędowym Województwa Dolnośląskiego, co nastąpiło 17 lipca 2015 r. Radni Wrocławia podjęli tę uchwałę z inicjatywy Komitetu Społecznego Upamiętnienia Elwro     .

## Położenie
Skwer obejmuje teren położony u zbiegu ulic      :
- Klecińskiej[a]
- Aleksandra Ostrowskiego, przy której mieściła się siedziba i zlokalizowane były tereny przedsiębiorstwa (pod numerem 30)[5] oraz przyzakładowe technikum elektroniczne, tzw. EZN (Elektroniczne Zakłady Naukowe, pod numerem 22)[5][14] ,
- Grabiszyńskiej[b].

Od północnego zachodu ograniczony jest budynkiem , dawnego tzw. Domu Rotacyjnego dla pracowników ELWRO   . Obszar skweru pozostawał niegdyś w zarządzie zakładów Elwro.

## Inicjatywa
Z inicjatywą nadania skwerowi, położonemu w pobliżu dawnych, obecnie nieistniejących, zakładów Elwro, wystąpił powstały w lutym 2015 r. Komitet Społeczny Upamiętnienia Elwro      utworzony przez byłych pracowników zakładu   . Uzasadnieniem dla upamiętnienia zakładów jest znaczący ich wkład w rozwój polskich komputerów i informatyki, a także w rozwój gospodarczy miasta Wrocławia  . Liderzy tej inicjatywy tak między innymi uzasadniali potrzebę upamiętnienia zlikwidowanych zakładów :

Historyczne znaczenie dla Wrocławia, a także niepodważalny, znaczący wkład w rozwój informatyki w Polsce i w krajach Europy Wschodniej i Środkowej bezsprzecznie zasługują na upamiętnienie.

W uzasadnieniu do uchwały Rady Miejskiej Wrocławia o nadaniu nazwy upamiętniającej zakłady Elwro temu obszarowi wskazano między innymi, że:

ELWRO było synonimem nowoczesności i wizytówką, znakiem rozpoznawczym Wrocławia.

oraz

Historyczne zasługi ELWRO dla miasta, bezsprzecznie znaczący pozytywny wkład w rozwój elektroniki i informatyki w Polsce (…) są godne upamiętnienia.

Upamiętnienie ELWRO poprzez nadanie nazwy skwerowi oraz wybudowanie obiektów małej architektury zostało objęte Patronatem Honorowym Prezydenta Wrocławia Pana Rafała Dutkiewicza  . Swoje poparcie, a także wsparcie finansowe, projektowi udzieliło między innymi Polskie Towarzystwo Informatyczne, ze względu między innymi na to, że  :

Zakłady „ELWRO” wniosły znaczący wkład w rozwój informatyki w Polsce.

## Plany
Planuje się zbudowanie na skwerze obelisku     (obiekt małej architektury: postument z granitu szarego strzegomskiego o wymiarach 180×180×15 cm oraz forma przestrzenna z granitu Impala o wymiarach 80×80×200 cm  ) i umieszczenie na nim inskrypcji   :

Polskie komputery urodziły się w ELWRO

oraz dodatkowo 

Komputery Odra, konstruowane i produkowane w Elwro utorowały rozwój informatyki w Polsce

Projekt przygotowali byli pracownicy przedsiębiorstwa: Mieczysław Piroga i Edward Pełecha  . Odsłonięcie obelisku ma nastąpić 17 września 2015 r. o godzinie 12:00   . Opracowano ponadto projekt zagospodarowania całego terenu pozytywnie zaopiniowany przez Towarzystwo Miłośników Wrocławia oraz Komisję Kultury i Nauki  . Do pomnika przytwierdzone będzie także logo ELWRO i tabliczka o wymiarach 30×12 cm upamiętniająca fundatorów i sponsorów. Montaż przewidziano na 2 września 2015 r.
Przedstawiono także pomysł, aby umieścić na skwerze kolejnego wrocławskiego krasnala: krasnal Elwruś  .
Koszt inicjatywy szacowany jest na 28000–30000 złotych   .

## Realizacja
Założone przez Komitet Społeczny Upamiętnienia Elwro projekty zostały zrealizowane poprzez:
- nadanie skwerowi nazwy: Skwer ELWRO, nadaną uchwałą Rady Miejskiej Wrocławia z dnia 9 lipca 2015 r.[2][7],
- wykonaniem i odsłonięciem podczas uroczystości w dniu 17 września 2015 r. obelisku z inskrypcjami upamiętniającymi zakłady[12] [13] ,
- wykonanie i umieszczenie u stóp obelisku figurki kolejnego krasnala, przedstawiającego postać siedzącą na liczydle, gdzie zakodowano datę otwarcia zakładów Elwro, tj. rok 1959[12] [13] .

## Uroczystość odsłonięcia obelisku
W dniu 17 września 2015 r. zgodnie z wcześniejszymi planami i zapowiedziami odbyła się uroczystość odsłonięcia obelisku upamiętniającego Wrocławskie Zakłady Elektroniczne ELWRO, wybudowanego na Skwerze ELWRO. Uroczystość rozpoczęła się o godzinie 12:00. Uroczystego odsłonięcia dokonał Wiceprezydent Wrocławia Adam Grehl. W uroczystości wzięli udział między innymi byli pracownicy zakładów Elwro  , w tym drugi ich dyrektor Stefan Rylski .